# 尹英兒
尹智宥（韓語：윤영아，1987年3月15日—），韓國女演員。曾使用藝名韓藝仁（한예인），現在已改用本名尹智宥。7歲時參與EBS兒童節目《Ding Dong Dang幼稚園》出道。

## 演出作品

### 電視劇
- 2002年：KBS《魔法兒童MASURI》
- 2003年：KBS《武人時代》飾演 安惠太后
- 2004年：MBC《英雄時代》
- 2007年：MBC《咖啡王子1號店》飾演 高恩世
- 2007年：MBC《冬候鳥》飾演 柳羅
- 2007年：SBS《遇見完美鄰居的方法》飾演 邊善
- 2007年：MBC every1《戀愛的發現》
- 2008年：KBS《最強七友》飾演 徐金玉
- 2010年：KBS《即使恨也要再愛一次》飾演 殷惠貞的女兒
- 2011年：KBS《Dream High》飾演 李莉雅
- 2016年：SBS《我女婿的女人》飾演 李佳恩
- 2017年：KBS《即使恨也愛你》飾演 鄭仁靜

### MV
- 2007年：J-Walk《狐狸雨》

## 外部連結
- 官方网站
- NAVER搜索